# Drepanoconis brasiliensis
Drepanoconis brasiliensis är en svampart som beskrevs av J. Schröt. & Henn. 1896. Drepanoconis brasiliensis ingår i släktet Drepanoconis och familjen Cryptobasidiaceae.   Inga underarter finns listade i Catalogue of Life.